# Raphael Supusepa
Raphael Supusepa (Wormerveer, Zaanstad, 12 augustus 1978) is een Nederlands voetballer.
Supusepa doorliep de jeugdopleiding bij Ajax en speelde mee in één wedstrijd van het eerste elftal in het seizoen 1997/1998. Hij viel een kwartier voor tijd in voor Danny Blind in de wedstrijd tegen FC Volendam op 14 maart 1998. Hierna bleef hij nog een seizoen bij de selectie, alvorens hij overstapte naar Excelsior in de eerste divisie. Daar speelde hij drie seizoenen lang in de basis. Via Haarlem en FC Dordrecht belandde hij uiteindelijk bij MVV, waar hij tot 2007 speelde. Hierna kwam hij als middenvelder uit voor K.v.v. Quick Boys en IJsselmeervogels op amateurniveau. In het seizoen 2009/2010 speelt hij voor FC Lisse. Supusepa is sinds het seizoen 14/15 actief als speler bij amateurclub RKVV Saenden in Wormerveer. In het seizoen 15/16 is hij de hoofdcoach van het eerste van Saenden en hoofdtrainer van de jeugd.

## Clubstatistieken
| seizoen | club         | competitie     | duels | goals |
| ------- | ------------ | -------------- | ----- | ----- |
| 1997/98 | Ajax         | Eredivisie     | 1     | 0     |
| 1998/99 | Ajax         | Eredivisie     | 0     | 0     |
| 1999/00 | Excelsior    | Eerste Divisie | 25    | 0     |
| 2000/01 | Excelsior    | Eerste Divisie | 31    | 1     |
| 2001/02 | Excelsior    | Eerste Divisie | 25    | 2     |
| 2002/03 | Haarlem      | Eerste Divisie | 32    | 2     |
| 2003/04 | FC Dordrecht | Eerste Divisie | 23    | 3     |
| 2004/05 | MVV          | Eerste Divisie | 24    | 0     |
| 2005/06 | MVV          | Eerste Divisie | 25    | 0     |
| 2006/07 | MVV          | Eerste Divisie | 9     | 0     |

## Trivia
- Voormalig profvoetballer Christian Supusepa is het elf jaar jongere broertje van Raphael.
- Supusepa is momenteel[(sinds) wanneer?] ook actief lid bij de Beverwijkse zaalvoetbalvereniging Demi-Sport, uitkomend in de 1e klasse.